# Végképp eltörölni
A Végképp eltörölni (Eraser) egy 1996-os amerikai akciófilm Arnold Schwarzenegger főszereplésével. Chuck Russell rendező filmjét Oscar-díjra jelölték a legjobb hangvágás kategóriában.

## Történet
|  | Alább a cselekmény részletei következnek! |

John „Eltörlő” Kruger a Szövetségi Tanúvédelmi Programnak (WITSEC) dolgozó rendőrbíró. Legújabb feladata, hogy Dr. Lee Cullent védelmezze, aki a Cyrez Corporation munkatársa, egy olyan vállalaté, amely fegyvereket gyárt a hadseregnek.
A nő arra utaló nyomokra bukkant, hogy valakik szigorúan titkos, elektronikus impulzust kilövő fegyvereket készülnek eladni az orosz terroristának, Szergej Ivanovics Petrotszkijnek. Ez az új típusú gépezet nem csupán alumíniumtölteteket tüzel fénysebességgel, de képes a vastag falakon át érzékelni a célpontot. Bárki is álljon az árulás mögött, Lee halálát akarja. Kruger New Yorkba viszi és elbújtatja a nőt, majd csatlakozik mentorához és partneréhez a WITSEC-nél, Robert Deguerinhez, hogy felkutassanak egy olyan korábban elrejtett tanút, akire valaki vadászik – a Programnál tégla van. Hamarosan kiderül, hogy ez nem más, mint Deguerin, aki igyekszik kiszedni Krugerből Lee hollétét, azonban nem jár ebben sikerrel, s Johnt sem tudja megölni.
Kruger hamarosan rátalál Lee-re, épp az utolsó pillanatban, s együtt menekülnek tovább, ám Deguerin végül elrabolja a nőt. Kruger megtudja, hogy Daniel Harper védelmi államtitkár is sáros az ügyben, s azt is, hogy az üzlet lebonyolítására a kikötőben kerül sor. Kruger egy olyan férfihez fordul, akit korábban megmentett; Johnny Casteleone segítségével Kruger a kikötőben leszámol ellenfeleivel s Lee-t is sikerül biztonságban tudnia. A sérült Deguerint és Harpert bíróság elé állítják. Kruger mindenki szeme láttára megrendezi saját és Lee halálát, így kímélve meg a nőt a további kellemetlenségektől, majd tesz róla, hogy a közös limuzinban elhajtó összeesküvők egy száguldó vonattal találják szembe magukat, vagy ahogy Kruger fogalmaz, „vonatra szálljanak.”
|  | Itt a vége a cselekmény részletezésének! |

## Szereplők
| Szereplő                      | Színész               | Magyar hang         |
| ----------------------------- | --------------------- | ------------------- |
| John Kruger                   | Arnold Schwarzenegger | Reviczky Gábor      |
| Lee Cullen                    | Vanessa Williams      | Pápai Erika         |
| Robert Deguerin               | James Caan            | Barbinek Péter      |
| Beller                        | James Coburn          | Bitskey Tibor       |
| Johnny Casteleone             | Robert Pastorelli     | Gesztesi Károly     |
| William Donohue               | James Cromwell        | Szokolay Ottó       |
| Daniel Harper                 | Andy Romano           | Kun Vilmos          |
| Monroe                        | Danny Nucci           | Szokol Péter        |
| Calderon                      | Nick Chinlund         | Barabás Kiss Zoltán |
| Kurtalábú Tony                | Joe Viterelli         | Botár Endre         |
| Claire Isaacs                 | Roma Maffia           | Andai Kati          |
| Szergej Ivanovics Petrotszkij | Olek Krupa            | Bácskai János       |

## Háttér

### Szereplők és alkotók
Charles Russell rendező és Arnold Schwarzenegger eredetileg egy másik projekten dolgozott együtt, mikor a Végképp eltörölni felkeltette az érdeklődésüket. Russell izgalmasnak találta a film által kínált lehetőséget, a színész és szereplő közötti hasonlóságot: „Úgy látom Arnoldot, ahogyan sok más ember is – egy mitikus, hatalmas karakter – és ilyen Kruger is. A szereplő és a helyzet alapvetően a valóság talaján mozog, de tetszettek a mítoszi méretei ennek a fickónak, elhivatottsága munkájában és becsületessége, s hogy szó szerint bármit megtesz, hogy megvédje nemes tanúját. Izgatott voltam, hogy olyan filmet csinálhatok, aminek hősi viszonyai vannak.” Arnold Kopelson producernek szintén tetszett Schwarzenegger a főszerepre, hiszen korábban már szóba került köztük a közös munka lehetősége. Vanessa Williamset Schwarzenegger felesége, Maria Shriver ajánlotta a Kopelsonok figyelmébe. Deguerin szerepére az alkotók olyasvalakit kerestek, aki „egyszerre hordoz magában intelligenciát, szakértelmet és vonzerőt – vagyis Kruger karakterének egy sokkal megfontoltabb verzióját”, így esett a választás James Caanra.

### A forgatókönyv
A forgatókönyv alapvetően Tony Puryear munkája, aki reklámfilmekkel és rapzenés videóklipeken dolgozott korábban. Rajta kívül Walon Green is kreditet kapott a poszton. A film alaptörténetét a stáblista Puryear, Green és Michael S. Chernuchin nevéhez köti. A szkript olyan sok átíráson ment keresztül különböző forgatókönyvírók közreműködésével, hogy a végleges változat már „úgy festett, mint egy szivárvány.” William Wisher Jr. értesülések szerint még a munkálatok alatt is több átírást eszközölt. John Milius is nem egyszer átnézte a könyvet, Arnold Schwarzeneggernek tett szívességként. Puryear korai verzióját még egy Robert De Niro-akciófilmnek szánták, Deguerin szerepére pedig egy fiatalabb színészt képzeltek el.

### Speciális effektek
Az egyik legnagyobb kihívást jelentő akciójelenet a filmben, mikor Kruger egy repülőből kényszerül szökni, amely 250 mérföldes óránkénti sebességgel szeli az eget. A rendező így beszél erről a részről: „Ezek a dolgok kirakós játék darabjai nem csak a jelenetsorban, de minden egyes beállításban. Voltak közte élő részek, miniatűrök, alkalmanként számítógép-animáció, amiket a végső eljárás során összeházasítottunk.” Egyes kaszkadőrjeleneteket maga Schwarzenegger hajtott végre. A „légi” mutatványhoz Arnoldnak 65 láb magasságból kellett függőlegesen ereszkednie és félúton hátraperdülnie. A jelenetet hétszer vettük fel – a végső vágásban a filmben, Kruger végigsiklik a géptörzs mentén és túl a lángoló hajtóművön egy találékony kameraszögnek és a speciális effektusoknak köszönhetően. A filmben fontos szerepet betöltő, futurisztikus fegyverekről Schwarzenegger a következőket mondja: „Sok figyelmet fektettünk abba, hogy a nézők érezzék ennek a fegyvernek a veszélyességét, azt, hogy bárki lehet kint a kertben, aki a falakon át figyel. Tényleg nincs hová bújni előle.” „De mindemellett számos vicces módon megmutatjuk a kifinomultságát is ennek a fegyvernek: nem csak átlátsz vele egy épületen, látod az emberek csontvázát és még a benne dobogó szívét is. Van itt pár nagyszerű vizuális effektus.”
A filmben szereplő vállalat, a Cyrez neve eredetileg Cyrex volt, azonban a komputerchipeket gyártó Cyrix kifogásolta az elnevezést. A filmet ekkorra már felvették, így a szót tartalmazó párbeszédeket és a jelenetekben látható logókat az utómunkák során digitálisan módosították.

### Forgatás
A forgatási munkálatok 1995. szeptember 13-ától 1996. március 26-áig, vagyis több mint fél évig tartottak. A felvételeket New Yorkban kezdték meg; helyszínül szolgált a harlemi vasútátkelő Dél-Bronxban, a Central Park és a kínai negyed. Ezt követően a stáb Washingtonba költözött. A New York City-i állatkert hüllőházában játszódó jelenethez a Warner Bros. kaliforniai stúdióinak egyikében építették fel a díszletet.

## Fogadtatás
A filmet a kritikusok többsége elutasította; a Rotten Tomatoes oldalán több mint tíz évvel a bemutató után 35%-os arányú a pozitív vélemények aránya.

### Bevételek
A Végképp eltörölni 24,6 millió dollárral nyitott Észak-Amerikában 1996 nyári moziszezonjában, s végül 101,2 milliót keresett. A világ többi részén további 141 millió dollárnak megfelelő összeg folyt be, a videókölcsönzésekből pedig csak az Egyesült Államokban 46 millió dolláros bevételt ért el.

### Díjak és jelölések
| Díj                  | Kategória            | Jelöltek                        | Nyert-e? |
| -------------------- | -------------------- | ------------------------------- | -------- |
| Oscar-díj            | legjobb hangvágás    | Alan Robert Murray és Bub Asman |          |
|                      |                      |                                 |          |
| BMI Film & TV Awards | BMI Film Music Award | Alan Silvestri                  |          |
|                      |                      |                                 |          |
| MTV Movie Awards     | legjobb akciójelenet | Arnold Schwarzenegger           |          |